# Forgatókönyv

Forgatókönyv egy oldala

A forgatókönyv játékfilmek és dokumentumfilmek írásban rögzített alapanyaga. Nem keverendő össze a szövegkönyvvel, amely élő színpadi előadások, rádiójátékok stb. írásbeli alapja.
A forgatókönyv írása pontosan meghatározott szabályok szerint történik. Játékfilmek esetében két fajtáját különböztetjük meg:
1. irodalmi forgatókönyv
2. technikai forgatókönyv

Az irodalmi forgatókönyv két szövegrészből áll: a leíró, instrukciós rész, amely tartalmazza a helyszínek, díszletek, szereplők, mozgások részletes leírását, esetleg a szereplők érzéseinek, gondolatainak leírását is (pl. Bergman és Szabó István forgatókönyveiben), és általában a jelenetek hangulatának pontos ismertetését. Esetenként utalhat a zörejekre, zenei aláfestésre, kameramozgásokra.
A másik szövegrész a szereplők nevét és az ún. dialógusok (szövegek) szó szerinti, szándék szerint a filmben elhangzó változatát tartalmazza. Az irodalmi forgatókönyv lényegében a majdani film teljes, mindenre kiterjedő leírása, amely gyakran önálló irodalmi alkotásként, olvasmányként is megállja a helyét (Bergman forgatókönyvei például voltaképpen regényszerű nyelvezettel és minőségben íródtak).
A technikai forgatókönyv az irodalmi forgatókönyv alapján készül, de formátuma, megkötései jóval feszesebbek annál. Rendszerint két hasábban íródik: bal oldalt az instrukciós rész jóval tömörebb megfogalmazásban, a kameramozgások, beállítások, vágások immáron részletes rögzítéseivel, terveivel. A jobb oldali rész a hangé: itt is szerepel a szereplők neve, szövege, de a zörejek és a zene is feljegyzésre kerül. A technikai forgatókönyvet az irodalmi alapján rendszerint a film rendezője írja, olykor a forgatókönyvíró és az operatőr együttműködésével.
A technikai forgatókönyv napjaink filmgyártásában egyre kevésbé használatos: a rendezők manapság jobb szeretik technikai instrukcióikat kézzel bejegyezni az irodalmi forgatókönyv lapjaira.
Más szempontú csoportosítás:
Az eredeti forgatókönyv a forgatókönyvíró ill. rendező saját ötletéből születik meg.
Az adaptált forgatókönyv valamely irodalmi mű (dráma, regény, novella, képregény stb.) adaptálása (átültetése) játékfilmbe. Leggyakrabban sikerregényeket szoktak adaptálni a várható kasszasiker reményében. Adaptált könyveknél rendszerint változtatás nélkül hagyják a regény cselekményét, karaktereit, helyszíneit, a történés idejét. A forgatókönyv az időkorlát miatt némi változtatásokkal követi a regény történetét, de igyekszik hű maradni az eredeti darabhoz. Van példa arra is, mikor az eredeti mű csak részben felel meg a forgatókönyvnek.